# Le Streghe (gruppo musicale)
Le Streghe sono state un trio musicale femminile attivo dal 1977 al 1979.

## Storia del gruppo
Il gruppo, prodotto da Shel Shapiro dei Rokes, era composto dalle cantanti Silvana Aliotta, ex vocalist dei Circus 2000, la brasiliana Luna Leso e Sylvia Momilani "Momi" Gazmen. Quest'ultima, di origine cinese e presumibilmente nata a Maui, alle Hawaii, era la moglie del pianista Nino La Piana. Il gruppo nacque dalla necessità di Pippo Baudo di avere un trio vocale fisso nella trasmissione televisiva Secondo voi, abbinata alla Lotteria Italia; Baudo contattò Alessandro Colombini che a sua volta si rivolse ad Aliotta, la quale organizzò il trio.
Il loro debutto discografico è il singolo Don Don Baby, pubblicato nel 1977 e scritto da Aliotta e Pippo Caruso.
A seguito della partecipazione alle varie puntate del programma il trio pubblicò il loro unico album L'Iniziazione (anche uscito con il titolo alternativo Le Streghe), cavalcando l'onda della disco music, allora popolare. Il disco è costruito sulla storia di tre streghe, spedite sulla Terra per sedurre gli uomini con la loro musica e trascinarli all'Inferno, che poi si ribellano a Satana per poter vivere da comuni mortali.
Silvana Aliotta abbandonò il gruppo nel 1979 dopo la pubblicazione del disco, sostituita da Dawn, proveniente dal gruppo tedesco degli Eruption. Il trio partecipò alla trasmissione Rai 10 Hertz, condotta da Gianni Morandi, e raccolse un discreto riscontro di pubblico, riuscendo a far andare il singolo Ballerino nelle classifiche italiane ed estere.
La band si sciolse nel 1979 per ragioni mai chiarite. Poco dopo, Luna e Momi avviarono entrambe una brevissima carriera solista.

## Formazione
- Silvana Aliotta – voce
- Luna Leso – voce
- Sylvia Momilani Gazmen – voce

## Discografia

### Album in studio
- 1978 - L'iniziazione (Spaghetti Records, ZPLSR 34041)

### Singoli
- 1977 - Don Don Baby/I Feel It With Love (Spaghetti Records, ZBSR 7036)
- 1978 - B.B.L.S.S.T./Cosa mi succederà? (Spaghetti Records, ZBSR 7096)
- 1979 - Ballerino/Tamarindo Bay (Spaghetti Records, ZBSR 7118)